# Hannah Gadsby
Hannah Gadsby est une humoriste, interprète de cinéma et théâtre et autrice genderqueer de nationalité australienne. Gadbsy naît le 12 janvier 1978 à Smithton, en Tasmanie.
Hannah Gadsby devient célèbre après avoir remporté la finale nationale de la compétition Raw Comedy en 2006. Hannah Gadsby fait des tournées internationales et apparaît à la télévision en Australie et en Nouvelle-Zélande. En 2018, la diffusion de son stand-up Nanette sur Netflix lui apporte une notoriété internationale.

## Jeunesse
Hannah Gadsby naît le 12 janvier 1978 et grandit à Smithton en Tasmanie, Hannah Gadsby est la plus jeune de cinq enfants. Son père est professeur de mathématiques et sa mère femme de ménage dans un club de golf, où Hannah commence à pratiquer cette discipline jusqu'à l'adolescence. En dépit de son bon niveau, Hannah Gadsby doit arrêter sa pratique au moment de quitter l'école. Hannah Gadsby pense rétrospectivement que son TDAH est en partie la cause de son statut de sans domicile fixe, et doit subir une hospitalisation pour une pancréatite aiguë.
Hannah Gadsby obtient ensuite un diplôme de l'université nationale australienne en 2003 avec une spécialité en histoire de l'art. Avant de commencer sa carrière d'interprète Hannah Gadsby effectue divers petits jobs : projectionniste de cinéma, libraire et planteuse d'arbres dans une ferme.

## Carrière

### Conférences sur l'art et visites guidées
Hannah Gadsby associe ses dons pour la comédie et sa formation en histoire de l'art en proposant des visites comiques de la National Gallery of Victoria. Depuis 2009, Hannah Gadsby présente des visites sur des thèmes tels que les peintures de la Sainte Vierge, le dadaïsme, le modernisme, l'impressionnisme et le nu dans l'art. Hannah Gadsby donne aussi des conférences. Hannah Gadsby écrit et présente deux documentaires spéciaux pour le programme Artscape sur la chaîne de télévision ABC, The NGV Story (2011) et Hannah Gadsby Goes Domestic (2010).
À l'occasion des cinquante ans de la disparition de Pablo Picasso, le Brooklyn Museum confie à Hannah Gadsby la réalisation de l'exposition It's Pablo-matic: Picasso According to Hannah Gadsby.

### Humoriste
En 2006, Hannah Gadsby, alors quasiment sans domicile fixe, se produit pour la première fois sur scène au Melbourne International Comedy Festival. Lors de ce festival, Gadsby participe au Raw Comedy (en), après avoir été inscrite à ce concours de stand-up par un ami et remporte la première place sur la chaine ABC, Hannah Gadsby participe au programme Adam Hills Tonight (précédemment Adam Hills in Gordon Street Tonight). Ses chroniques s'intitulent « This Day » et « Hannah Has A Go ». Hannah Gadsby contribue aussi à l'interview des invités. Le programme est interrompu après sa troisième saison en juillet 2013.
Hannah Gadsby participe également à Good News Week, Spicks and Specks, et à 7 Days (sur New Zealand TV 3). Hannah Gadsby écrit et présente une série de trois épisodes sur la chaîne ABC, Hannah Gadsby Oz, qui est diffusée en mars 2014. En 2015, Hannah Gadsby incarne Hannah, une version fictionnalisée de sa propre personne, dans les saisons 2, 3 et 4 de la série Please Like Me, créée par son ami et confrère humoriste Josh Thomas. En tant qu'humoriste, Gadsby se produit régulièrement en Australie et à l'étranger depuis la fin des années 2000.
Le décès de sa grand-mère et l'élection à la présidence des États-Unis de Donald Trump ont été deux éléments déclencheurs dans l'écriture de son spectacle Nanette. Pendant son écriture, les débats font rage au sujet du mariage homosexuel en Australie et Hannah Gadsby est diagnostiquée avec un trouble du spectre de l'autisme (syndrome d'Asperger) et un trouble du déficit de l'attention.

### Nanette

#### Résumé
Hannah Gadsby commence son spectacle solo d'une façon un peu embarrassée, se moquant de sa propre personne, de sa jeunesse en Tasmanie où l'homosexualité n'a été décriminalisée qu'en 1997, de son coming out manqué auprès de sa grand-mère, des lesbiennes qui lui reprochent que son spectacle manque de contenu lesbien. Le titre Nanette fait référence à une serveuse qui devait en être le sujet principal, mais cela a été un échec. Le spectacle prend un tour différent lorsque l'artiste commence à déconstruire l'autodérision, au point qu'on en vient à réévaluer ce qui vient de nous faire rire : « L'autodérision est l'expression d'une personne qui n'existe qu'à la marge. Ce n'est pas de l'humilité, c'est de l'humiliation. » Hannah Gadsby explique la mécanique de la blague : il faut écarter la partie finale et cathartique d'une histoire pour laisser la place au rire. Tout en décrivant son expérience de lesbienne originaire de Tasmanie ayant une formation en histoire de l'Art, Hannah Gadsby déconstruit la nature du one-man-show comique et demande aux hommes blanc hétéros dans le public de ressentir la « tension » dont font l'expérience les personnes marginalisées. Hannah Gadsby évoque longuement Woody Allen, Bill Cosby, Harvey Weinstein, Bill Clinton et Pablo Picasso pour expliquer à quel point notre idée du génie est empreinte de sexisme mais sa cible principale est la culture qui autorise les abus sexuels.

#### Accueil
Gadsby joue son spectacle solo Nanette (en) en Australie, à Edimbourg et aux États-Unis. En 2018, la diffusion par Netflix du spectacle enregistré à l'opéra de Sydney donne à Gadsby une visibilité internationale, et contribue à sa notoriété en France.
En janvier 2019, le site Rotten Tomatoes lui donne une note de 100 %, basée sur 44 revues, et un score moyen de 9.1/10.
La presse française est dithyrambique. Henri Rouillier dans L'Obs estime que le spectacle « atomise les codes du genre ». Dans Komitid, Maelle Le Core explique que « ses textes d’une puissance rare, son sens du rythme, sa diction, ses silences (et son accent australien), [font] de son seule-en-scène un moment d’exception,. » C'est un spectacle d'une grande « charge politique et émotionnelle » selon Adrien Franque dans Libération ; « drôle, politique, bouleversant, (...) important » selon Juliette Hochberg dans Marie Claire ; « hilarant, émouvant et révoltant » pour Louise Guibert dans Têtu. Pour le média belge RTBF, son spectacle constitue « une critique acerbe et juste contre la société patriarcale ». Télérama cite la comédienne Kathy Griffin : « Je pensais avoir tout vu… jusqu'à Nanette. J'ai été époustouflée. Regardez-le le plus vite possible — une heure et votre vie est changée. »

### Douglas
Son nouveau show Douglas débute en février 2019,,,, et est diffusé sur Netflix à partir de mai 2020. Gadsby y tourne en dérision les idéologies discriminantes, et revisite les codes du stand-up en expliquant avec distance comment l'humour peut faire passer un message politique. Mouna El Mokhtari du Monde trouve le spectacle « subversif (...) drôle, politique, bouleversant et déstabilisant, sans jamais glisser dans le pathos ».

### Body of Work
Son spectacle Body of Work tourne à partir de juillet 2021,. Il est consacré à sa vie après son mariage. Son épouse est également sa productrice. Il est disponible sur le catalogue français de Netflix à partir de février 2024.

## Vie privée
Gadsby est ouvertement lesbienne et genderqueer, utilise les pronoms they/them (iel) et fait souvent référence à son orientation sexuelle dans ses spectacles,.

## Distinctions

### Récompenses
- 2006: Triple J's Raw Comedy, vainqueure [39]
- 2006: Edinburgh Festival Fringe, So You Think You're Funny? – deuxième place
- 2007: Adelaide Fringe Festival, meilleure nouvelle comédie
- 2008: Melbourne International Comedy Festival, Moosehead Award for Meat the Musical – avec Amelia Jane Hunter [39]
- 2008: Sydney Comedy Festival, Directors' Choice Award
- 2010: Melbourne International Comedy Festival, Festival Directors’ Choice Award [39]
- 2017: Adelaide Fringe Festival, Meilleure comédie pour Nanette
- 2017: Melbourne International Comedy Festival, Barry Award (best show) pour Nanette[40]
- 2017: Helpmann Award for Best Comedy Performer pour Nanette [41]
- 2017: Last Minute Edinburgh Comedy Award pourNanette[42]
- 2018: « Best comedy » d'après le New-York Times[43]

### Nominations
- 2010: Helpmann Award for Best Comedy Performer pour The Cliff Young Shuffle [44]
- 2011: Melbourne International Comedy Festival, Director's Choice Award [39]
- 2011: Melbourne International Comedy Festival, Barry Award (best show) [39]
- 2011: Helpmann Award for Best Comedy Performer pour Mrs Chuckles [45]
- 2013: Helpmann Award for Best Comedy Performer pour Happiness is a Bedside Table [46]
- 2013: Melbourne International Comedy Festival, Barry Award (best show) pour Happiness is a Bedside Table [39]

## Filmographie
Sauf indication contraire, les informations mentionnées dans cette section peuvent être confirmées par la base de données cinématographiques IMDb,  présente dans la section « Liens externes ».

### Actrice
- 2009–2010 : The Librarians (série télévisée) : Carmel (2 épisodes)
- 2013 : Underbelly (série télévisée) : Charlie (3 épisodes)
- 2014–2016 : Please Like Me (série télévisée) : Hannah (22 épisodes)
- 2023 : Sex Education (série télévisée) : Celia (5 épisodes)

### Scénariste
- 2011 : Hannah Gadsby: Kiss Me Quick, I'm Full of Jubes, Warehouse Comedy Festival (série télévisée)
- 2012–2013 : Adam Hills Tonight (série télévisée) – 24 épisodes
- 2013 : Hannah Gadsby: Mrs Chuckles, Warehouse Comedy Festival (série télévisée)
- 2013–2014 : Hannah Gadsby's Oz (téléfilm documentaire)
- 2014–2016 : Please Like Me (série télévisée) – 22 épisodes
- 2018 : Hannah Gadsby's Nakedy Nudes (mini-série documentaire)[47]
- 2018 : Hannah Gadsby: Nanette (téléfilm)

## Publication
- Hannah Gadsby, Ten Steps to Nanette, Sydney, Allen & Unwin, 2018, 304 p. (ISBN 978-1-74237-403-1, OCLC 1014018703)[48],[49], traduit en français par Nanette en 10 étapes (Les Escales, 2022)[1].